# Conseil d'État (Inde)
Metcalfe House (1919-1927)
Parliament House (1927-1947) (Delhi)
Le Conseil d'État était la chambre haute de la législature du Raj britannique de 1920 à 1947.
Le Conseil d'État est créé par le Government of India Act de 1919 en même temps que l'Assemblée législative en remplacement des pouvoirs législatifs du Conseil du gouverneur général. Les deux chambres sont remplacées par les Assemblées constituantes de l'Inde et du Pakistan au moment de l'indépendance en 1947.

## Composition

### Government of India Actde 1919
Le Government of India Act de 1919 donne au Conseil d'État la composition suivantes :
- 26 membres nommés par le vice-roi :
  - 20 officiels ;
  - 6 non officiels ;
- 34 membres élus :
  - 20 membres généraux : Madras (4), Bombay (3), Bengale (3), Provinces-Unies (3), Pendjab (1), Bihar-et-Orissa (3), Provinces centrales (1), Birmanie (1), Assam (1) ;
  - 10 musulmans : Madras (1), Bombay (2), Bengale (2), Provinces-Unies (2), Pendjab (2), Bihar-et-Orissa (1) ;
  - 3 représentants des chambres de commerce : Bombay, Bengale, Birmanie ;
  - 1 sikh.

Les sièges musulmans du Pendjab et le siège général du Bihar-et-Orissa alternaient
Les membres avaient un mandat de cinq ans. Pour être électeur, il faut remplir l'une des conditions suivantes :
- payer un impôt sur le revenu d'au moins 10 000 roupies ou avoir un revenu annuel d'au moins 750 roupies ;
- être membre du sénat d'une université ;
- avoir été membre d'un conseil législatif en Inde ; ou
- posséder un titre.

L'électorat comprenait moins de 17 000 personnes pour une population de 240 millions en 1920.

### Government of India Actde 1935
Le Government of India Act de 1935 augmente le nombre de membres du Conseil d'État à 260, dont 156 des provinces et 104 des États princiers.

## Présidence
Le président du Conseil d'État est nommé par le vice-roi parmi les membres.